# Santa Cruz (Sonora)
Santa Cruz è un comune del Messico, situato nello stato di Sonora.